# Ediciones Eyder
Ediciones Eyder fue una editorial española con sede en Madrid, activa entre mediados de la década de 1960 y finales de la de 1990. Se especializó en la publicación de álbumes de cromos de carácter educativo, cultural y de ocio, así como en reediciones puntuales de historieta.

## Historia
El registro más antiguo localizado corresponde a Mi Álbum Maravilloso. Los animales (1.ª parte), publicado en 1966 en Madrid. Durante la década de 1980, la editorial impulsó varias colecciones, entre ellas la serie musical Súper Musical (1984), el álbum artístico Maestros de la pintura (1986) y dos ediciones del álbum heráldico Banderas y escudos de todo el mundo (1983 y 1994).
En 1990 publicó la colección humorística Mundo Loco, mientras que en 1997 emprendió la reedición de la historieta Pequeño Pantera Negra, que se interrumpió tras dos números por bajas ventas.
Los álbumes y cromos de Ediciones Eyder mantienen circulación en bibliotecas especializadas y coleccionismo, evidenciando un interés sostenido por sus series musicales, educativas y humorísticas.

## Principales colecciones
- Mi Álbum Maravilloso. Los animales (1.ª parte) (1966). Álbum educativo de 32 cromos.[3]
- Súper Musical (1984). Álbum de 198 cromos de artistas nacionales e internacionales.[4]
- Maestros de la pintura (c. 1986). Álbum educativo de 287 cromos que reproduce obras de pintura española e internacional.[5]
- Banderas y escudos de todo el mundo. Álbum editado en dos versiones:  
  - 1983, con 352 cromos de heráldica y bandera nacional.[6]
  - 1994, con 265 cromos.[7]
- Mundo Loco (1990). Colección humorística, basada en caricatura y juegos de palabras.[8]
- Pequeño Pantera Negra (reedición, 1997). Serie de 2 volúmenes de 48 páginas cada uno, con cubierta a color e interior en blanco y negro; ISBN 84-85161-16-5. Cancelada tras dos números por bajas ventas.[9]